# Zentralrat Orientalischer Christen in Deutschland
Der Zentralrat Orientalischer Christen in Deutschland (ZOCD) ist die Vertretung von in Deutschland lebenden Christen, die den orientalischen Kirchen angehören. Er ist als eingetragener Verein organisiert und wurde im März 2013 gegründet. Vorsitzender des Vereins ist derzeit Ferit Johannes Tekbas, stellvertretende Vorsitzende Izabell Norik.

## Mitglieder
In Deutschland leben nach Angaben des ZOCD rund 200.000 Christen aus orientalischen Ländern. Dabei handelt es sich einerseits um Arbeitsmigranten und ihre Nachkommen sowie um Flüchtlinge mit einer Vielzahl unterschiedlicher Anerkennungsformen andererseits. Der Zentralrat vertritt Christen der orientalisch-orthodoxen Kirchen im weiteren Sinne, d. h. sowohl der Ostsyrischen Kirchen – auch als chaldäische oder „nestorianische“ Christen bezeichnet – als auch der so genannten „monophysitischen“ (genauer „miaphysitischen“) Kirchen. Die byzantinisch-orthodoxen Christen werden aufgrund ihrer etablierten Vertretungen nicht vom Zentralrat repräsentiert.
Die Mitglieder der orientalischen Kirchen stammen überwiegend aus Syrien, dem Irak, Ägypten und der Türkei.

## Ziele
Der Zentralrat fördert die kulturellen und religiösen Aufgaben der einzelnen Gemeinden orientalischer Christen und setzt sich für die Integration seiner Mitglieder in Deutschland ein. Insbesondere in der Jugendarbeit vermittelt er die Vielfalt der christlichen Kirchen. Außerdem setzt er sich für die freie Religionsausübung in den Herkunftsländern ein.